# L'enigmatico signor Owen
L'enigmatico signor Owen (titolo originale in francese L'Improbable Monsieur Owen), è un racconto scritto dall'autore belga Georges Simenon, in cui compare protagonista il commissario Maigret.
La novella fu scritta, pare, durante l'inverno 1937/38 a Neuilly-sur-Seine, ma datata invece a « Les Tamaris, isola di Porquerolles (Var), marzo 1938».
Uscì sul n° 12 [prima serie] di "Police-Film/Police-Roman", il 15 luglio 1938, con le illustrazioni di Raymond Moritz; poi nella raccolta Les nouvelles enquêtes de Maigret, pubblicata da Gallimard nel 1944.

## Trama

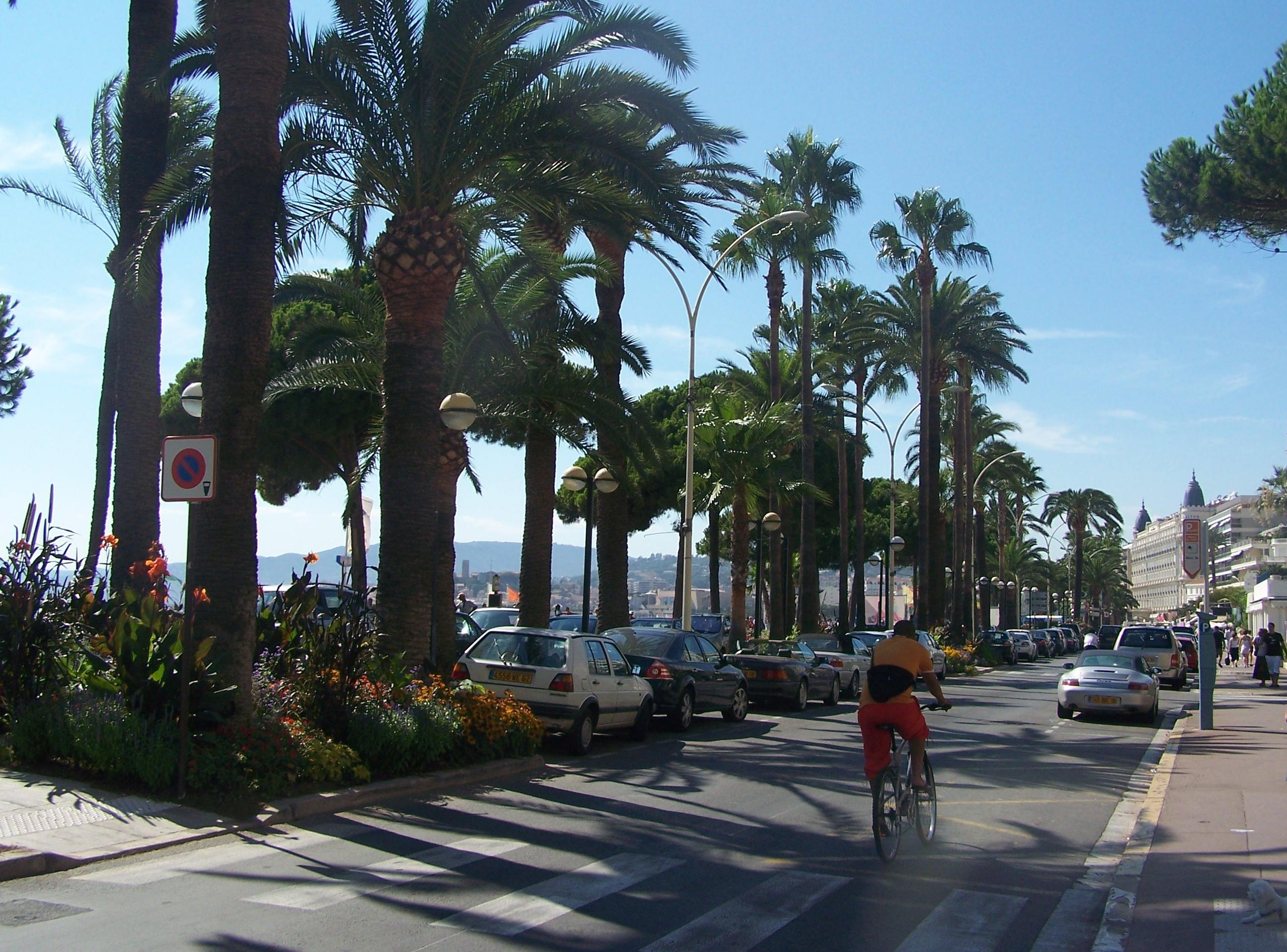
La Croisette

Maigret trascorre le sue vacanze in Costa Azzurra, nell'albergo di lusso Excelsior, sulla Croisette a Cannes. Il portiere del palazzo, Louis, è una vecchia conoscenza del commissario. Determinato a godersi il sole del Mediterraneo, Maigret dovrà comunque avviare un'indagine su richiesta di Mr. Louis; infatti in una stanza d'albergo occupata da un vecchio svedese sempre vestito di grigio, si è scoperto il cadavere di un giovane annegato nella vasca da bagno.

## Adattamenti

### Televisione
- Episodio dal titolo Maigret et l'Improbable Monsieur Owen, facente parte della serie televisiva Il commissario Maigret per la regia di Pierre Koralnik, trasmesso per la prima volta su Antenne 2 nel 1997, con Bruno Cremer nel ruolo del commissario Maigret; altri personaggi sono: Arielle Dombasle (Mylène Turner), Bernard Haller (monsieur Louis), François d'Artemare (monsieur Owen), Camille Japy (Germaine), Michel Voïta (Schaft), Eric Petitjean (l'inspecteur) e João Lagarto (Niklos).[2] In Italia è apparso col titolo Maigret e il misterioso signor Owen.
  - Curiosità: nello sceneggiato, al minuto 17.20 (edizione DVD), compare in un negozio una riproduzione dei Bronzi di Riace (rinvenuti nel 1972!), segno di disattenzione del regista o della troupe.

## Edizioni italiane
- L'enigmatico signor Owen, trad. di Marina De Leo, in Minacce di morte e altri racconti, Collana gli Adelphi n° 454, Milano, Adelphi, 2014, pp. 11–49 ISBN 978-88-459-2879-6.